# Asterios Rondoulis
Asterios Georgiou Rondoulis (griechisch: Αστέριος Γεωργίου Ροντούλης) (* 2. Januar 1966 in Tyrnavos, Larisa) ist ein griechischer Politiker. Er gehört der rechtspopulistischen Partei LAOS an.
Rondoulis war von 1997 bis 2006 Mitglied der Gemeindeversammlung von Tyrnavos. Seit 2007 ist er Ehrenvorsitzender des Kampfkomitees von Dreikindfamilien. Er wurde 2007 und erneut 2009 in das griechische Parlament gewählt.
Asterios Rondoulis ist Philologe und Historiker. Er hat an der Universität Ioannina und Aberystwyth University studiert. Er spricht neben Griechisch noch Englisch.
Vom 11. November 2011 bis zum 10. Februar 2012 amtierte Asterios Rondoulis als stellvertretender Minister für landwirtschaftliche Entwicklung und Ernährung in dem von Minister Kostas Skandalidis geleiteten Ministerium.
Asterios Rondoulis ist verheiratet und hat drei Söhne und eine Tochter.

## Werke
- «Ελληνική Εξωτερική Πολιτική, 1821-1832» (Griechische Außenpolitik, 1821—1832)
- «Ασφάλεια στη Νοτιο-ανατολική Πτέρυγα της Ατλαντικής Συμμαχίας» (Sicherheit am Südostrande des Atlantischen Bündnisses).